# 主要意見書
主要意見書（英語：Majority opinion），法律術語，源自英美習慣法。它是法律意見書的一種，當法庭中過半數的成員，同意某種法律意見時，所書寫的法律文書，法庭將會根據此主要意見書來形成判決；這個主要意見書也會成為未來的判例。但並不是每次的判決都會出現主要意見書，有時，法官把票投給主要判決（例如確認或推翻下級法院的判決），但可能有著截然不同的原因，而不同意同一套主要原因，在這種情況下，可能會出現數個協同意見書，而其中每個都不代表法庭多數成員的意見。因此，參加人數最多的協同意見被稱作多數意見書。
通常，上訴法院（或受理機構）都配有奇數個法官以避免同票。有時當司法職位空缺或法官申請自我迴避的情況下，法院可能會被同票所套牢，在這種情況下下級法院的判決將在沒有解釋的情況下，不被推翻。
使用普通法制度的國家中的主要意見書將成為判例法正文的一部份。
在某些法院，像是美國最高法院中，主要意見可能被以數字或字母分成幾部分。這使得撰寫「部分協同」意見或「部分不同」意見的法官可以容易地看出他們加入了那些主要意見，那些不加入。

## 風格
美國和英國及其他使用普通法的國家在文體的方面上有著關鍵的差異。在美國，主要意見書上的上訴處分草案通常以現在式撰寫，使得該處分本身就是一種行事性語句。這也就是說，美國法庭通常會說「我們承認（或推翻）下級法院的判決」或「下級法院的判決特此承認（或推翻）」。
在英國和其他普通法國家，主要意見書的處分將會以未來式作為措辭。例如，英國最高法院的大法官在主要意見的結尾時會說「我將駁回上訴」或「我將允許上訴」，而澳洲高等法院在主要意見書的結尾也會說「上訴應當被駁回」或「上訴應當被允許」。這種差異的主要原因是，美國法官將以國家主權（人民）的名義直接立即採取行動，但英國和其他普通法國家，法官只是代替真正的主權（女王），所以他們的意見必須是對主權「建議」的措辭。
美國的不同和協同意見有時會部分以未來式做為措辭，因為他們是對於實際上不會發生的假設情況所說，相對於主要意見是實際上的意見。然而，就算不同意見書也可能以現在式行事性語句結尾，通常會在字詞上做變化如「我恭敬地提出異議（I respectfully dissent.）」。

## 外部連結
- Supreme Court of the United States（页面存档备份，存于）
- The Opinion-Writing Process （页面存档备份，存于）